# Liste du patrimoine culturel immatériel de l'humanité en Lituanie
Cet article recense les pratiques inscrites au patrimoine culturel immatériel en Lituanie.

## Statistiques
La Lituanie a ratifié la convention pour la sauvegarde du patrimoine culturel immatériel le 21 janvier 2005. La première pratique protégée est inscrite en 2008.
En 2023, la Lituanie compte 4 éléments inscrits au patrimoine culturel immatériel, tous sur la liste représentative.

## Listes

### Liste représentative
Les éléments suivants sont inscrits sur la liste représentative du patrimoine culturel immatériel de l'humanité :
| Élément                                            | Type                                                                                           | Subdivision | Année | Lien  | Notes                                 | Illus. |
| -------------------------------------------------- | ---------------------------------------------------------------------------------------------- | ----------- | ----- | ----- | ------------------------------------- | ------ |
| Les célébrations de chants et danses baltes        | arts du spectacle                                                                              |             | 2008  | 00087 | Partagé avec l'Estonie et la Lettonie |        |
| La création et le symbolisme des croix (en)        | savoir-faire liés à l’artisanat traditionnel pratiques sociales, rituels et événements festifs |             | 2008  | 00013 |                                       |        |
| Les Sutartinės, chants lituaniens à plusieurs voix | arts du spectacle                                                                              |             | 2010  | 00433 |                                       |        |
| La fabrication des sodai en paille en Lituanie     | savoir-faire liés à l'artisanat traditionnel                                                   |             | 2023  | 01987 |                                       |        |

### Patrimoine immatériel nécessitant une sauvegarde urgente
La Lituanie ne compte aucun élément listé sur la liste du patrimoine immatériel nécessitant une sauvegarde urgente.

### Registre des meilleures pratiques de sauvegarde
La Lituanie ne compte aucune pratique listée au registre des meilleures pratiques de sauvegarde.